# Margaret (rivier in Kimberley)
De Margaret is een rivier in de regio Kimberley in West-Australië.

## Geschiedenis
De oorspronkelijke bewoners van het stroomgebied van de Margaret zijn de Djaru, Gidja en Gooniyandi Aborigines.
De rivier werd op 29 mei 1879 tijdens een expeditie in de regio Kimberley door Alexander Forrest vernoemd naar de echtgenote van zijn broer John Forrest, Margaret Elvire Forrest.

## Geografie
De Margaret ontspringt in het Wunaamin-Miliwundi-gebergte ten westen van Halls Creek. Ze stroomt in westelijke richting en mondt nabij Fitzroy Crossing uit in de rivier Fitzroy. De Margaret wordt gevoed door een vijftiental waterlopen:
- Station Creek (374m)
- Rocky Hole Creek (363m)
- Gidgia Creek (346m)
- Grimpy Creek (286m)
- Lally Creek (280m)
- Mary River (253m)
- Wirara Creek (213m)
- Gliddon River (206m)
- Spring Creek (201m)
- O'Donnell River (188m)
- Hilfordy Creek (164m)
- Leopold River (157m)
- Louisa River (147m)
- Mount Pierre Creek (127m)
- Boab Creek (119m)

## Ecologie
Reeds jaren bestuderen overheden plannen om een stuwdam in de Margaret te bouwen. De dam zou tienduizend hectare landbouwgebied kunnen irrigeren, energie produceren en voor recreatieve doeleinden dienen. De natuurvereniging Environs Kimberley, opgericht in 1996 om een gelijkaardig project in de rivier Fitzroy te verhinderen, is tegen.